# 체펠리나이
체펠리나이(리투아니아어: cepelinai) 또는 디치쿠쿨레이(리투아니아어: didžkukuliai)는 리투아니아의 감자 덤플링이다. 고기나 치즈, 버섯 등의 소가 들어 있다. 리투아니아의 국민 음식 가운데 하나로 여겨진다.

## 이름
리투아니아어 명사 "체펠리나이(cepelinai)"와 "디치쿠쿨레이(didžkukuliai)"는 모두 복수형이며, 단수 형태는 각각 "체펠리나스(cepelinas)"와 "디치쿠쿨리스(didžkukulis)"이다. 전자는 체펠린 비행선의 이름을 딴 이름이며, 후자는 "커다란 완자"라는 뜻이다. 형용사 "디디스(didis)"나 "디델리스(didelis)"가 "크다"라는 뜻이며, 명사 "쿠쿨리스(kukulis)"가 "완자"를 뜻한다.

## 만들기
익혀서 으깬 감자에 감자 녹말을 섞어 반죽한 다음, 다진 고기나 코티지 치즈 또는 버섯 등을 소로 넣고, 물에 삶아 낸다. 크림 소스 등 소스를 얹고, 베이컨 등을 곁들여 먹는다.

## 사진

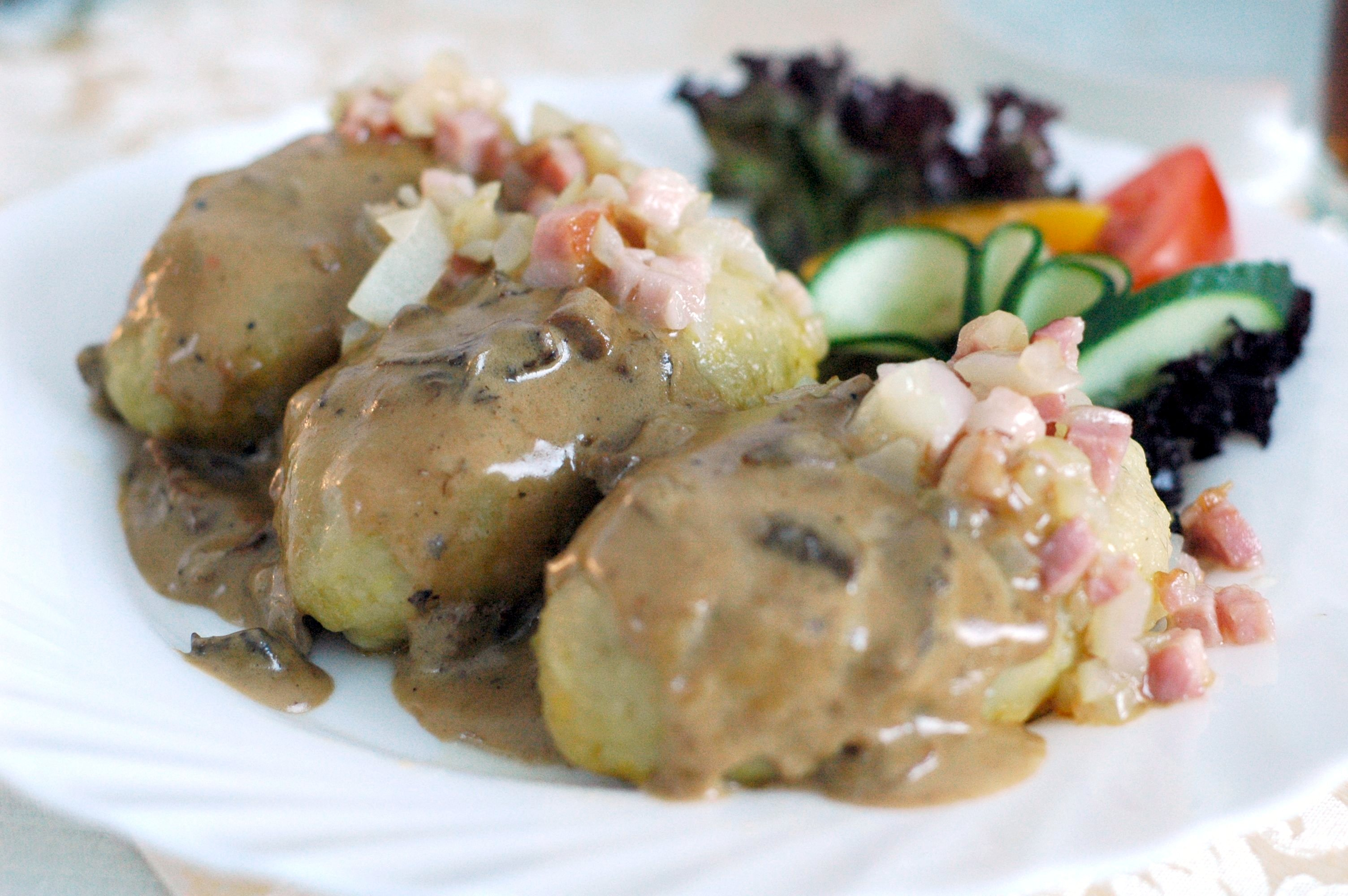
사워 크림 소스와 베이컨을 곁들인 체펠리나이
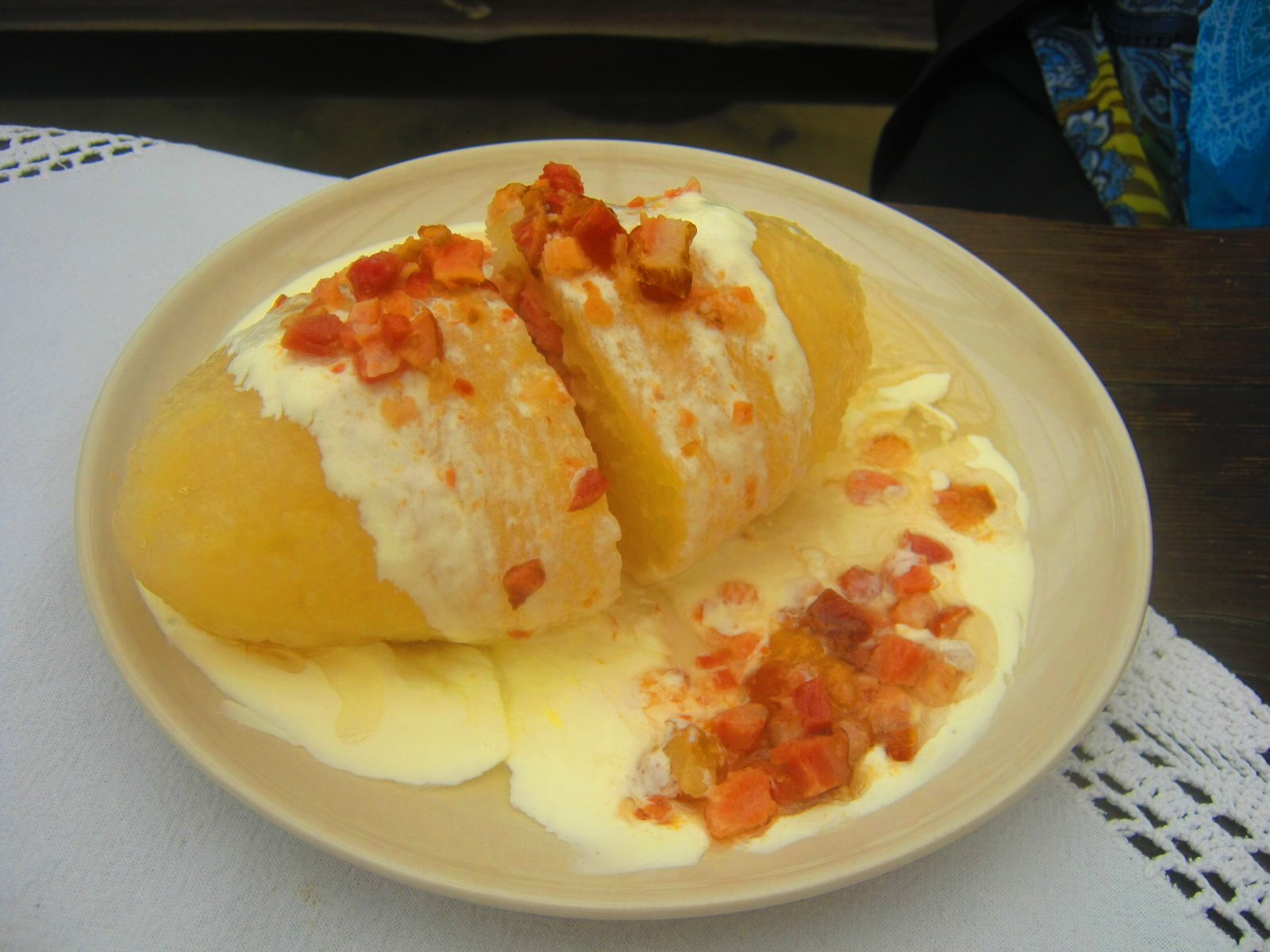
돼지 껍데기를 곁들인 체펠리나이

## 같이 보기
- 바우안
- 브람보로비 크네들리크
- 카르토펠클로스